# Feliformia
Los feliformes (Feliformia) son un suborden del orden de los carnívoros que incluye a los félidos, hienas, mangostas, civetas y otras formas relacionadas. El otro suborden de Carnivora es Caniformia que incluye típicamente carnívoros de hocico largo y uñas no retráctiles.

## Filogenia

Línea del tiempo de la evolución de los Feliformia.

El diagrama de abajo presenta una visión contemporánea de la evolución de Feliformia, y las relaciones de familia (cladograma) junto con la escala temporal geológica. La información presentada se basa en registros fósiles y clasificaciones taxonómicas.

## Características
Todos los feliformes existentes comparten un atributo común: sus bullas auditivas (cápsulas óseas que encierran el oído medio e interno). Esta es una clave para el diagnóstico en la clasificación de las especies como feliformes o caniformes. En los feliformes las bullas auditivas son de doble cámara, compuesta por dos huesos unidos por un tabique. Los caniformes tiene una sola cámara o bulla auditiva parcialmente dividida, compuesta por un solo hueso.
Las características específicas de las bullas feliformes sugieren un ancestro común, aunque no se han identificado en los registros fósiles. Hay otras características que diferencian a partir de feliformes y caniformes y que probablemente existían en los taxones madres. Sin embargo, debido a la especiación éstas no se aplican de forma inequívoca a todas las especies existentes.
Los feliformes tienden a tener rostros más cortos que los caniformes, tienen menos dientes y las muelas carniceras más especializadas. Los feliformes tienden a ser más carnívoros y son generalmente cazadores de emboscada. Los caniformes tienden más hacia los alimentadores omnívoros por motivos de oportunidad.
Los feliformes tienen garras retráctiles o semirretráctiles y muchas especies son arbóreas o semiarborícolas. Los feliformes también tienden a ser más digitígrados (caminar sobre los dedos del pie). En contraste, la mayoría de caniformes son terrestres, tienen garras no retráctiles y tienden a ser plantígrados.

## Evolución
Los viverrávidos (una de las dos subfamilia de la familia Miacoidea) habrían dado origen a los feliformes; mientras que los miacinos (la otra subfamilia de la familia Miacidae) habrían dado origen a los caniformes.

## Árbol filogenético
|  | †Lophocyonidae |
|  |                |
|  | Hyaenidae      |
|  |                |
|  | †Percrocutidae |
|  |                |

|  | Herpestidae |
|  |             |
|  | Eupleridae  |
|  |             |

|  | †Lophocyonidae |
|  |                |
|  | Hyaenidae      |
|  |                |
|  | †Percrocutidae |
|  |                |

|  | Herpestidae |
|  |             |
|  | Eupleridae  |
|  |             |

|  | †Lophocyonidae |
|  |                |
|  | Hyaenidae      |
|  |                |
|  | †Percrocutidae |
|  |                |

|  | Herpestidae |
|  |             |
|  | Eupleridae  |
|  |             |

|  | †Lophocyonidae |
|  |                |
|  | Hyaenidae      |
|  |                |
|  | †Percrocutidae |
|  |                |

|  | Herpestidae |
|  |             |
|  | Eupleridae  |
|  |             |

|  | Prionodontidae                                               |
|  |                                                              |
|  | \| \| †Barbourofelidae \| \| \| \| \| \| Felidae \| \| \| \| |
|  |                                                              |
|  | †Barbourofelidae                                             |
|  |                                                              |
|  | Felidae                                                      |
|  |                                                              |

|  | †Barbourofelidae |
|  |                  |
|  | Felidae          |
|  |                  |

|  | †Lophocyonidae |
|  |                |
|  | Hyaenidae      |
|  |                |
|  | †Percrocutidae |
|  |                |

|  | Herpestidae |
|  |             |
|  | Eupleridae  |
|  |             |

|  | †Lophocyonidae |
|  |                |
|  | Hyaenidae      |
|  |                |
|  | †Percrocutidae |
|  |                |

|  | Herpestidae |
|  |             |
|  | Eupleridae  |
|  |             |

|  | †Lophocyonidae |
|  |                |
|  | Hyaenidae      |
|  |                |
|  | †Percrocutidae |
|  |                |

|  | Herpestidae |
|  |             |
|  | Eupleridae  |
|  |             |

|  | †Lophocyonidae |
|  |                |
|  | Hyaenidae      |
|  |                |
|  | †Percrocutidae |
|  |                |

|  | Herpestidae |
|  |             |
|  | Eupleridae  |
|  |             |

|  | Prionodontidae                                               |
|  |                                                              |
|  | \| \| †Barbourofelidae \| \| \| \| \| \| Felidae \| \| \| \| |
|  |                                                              |
|  | †Barbourofelidae                                             |
|  |                                                              |
|  | Felidae                                                      |
|  |                                                              |

|  | †Barbourofelidae |
|  |                  |
|  | Felidae          |
|  |                  |

|  | †Lophocyonidae |
|  |                |
|  | Hyaenidae      |
|  |                |
|  | †Percrocutidae |
|  |                |

|  | Herpestidae |
|  |             |
|  | Eupleridae  |
|  |             |

|  | †Lophocyonidae |
|  |                |
|  | Hyaenidae      |
|  |                |
|  | †Percrocutidae |
|  |                |

|  | Herpestidae |
|  |             |
|  | Eupleridae  |
|  |             |

|  | †Lophocyonidae |
|  |                |
|  | Hyaenidae      |
|  |                |
|  | †Percrocutidae |
|  |                |

|  | Herpestidae |
|  |             |
|  | Eupleridae  |
|  |             |

|  | †Lophocyonidae |
|  |                |
|  | Hyaenidae      |
|  |                |
|  | †Percrocutidae |
|  |                |

|  | Herpestidae |
|  |             |
|  | Eupleridae  |
|  |             |

|  | Prionodontidae                                               |
|  |                                                              |
|  | \| \| †Barbourofelidae \| \| \| \| \| \| Felidae \| \| \| \| |
|  |                                                              |
|  | †Barbourofelidae                                             |
|  |                                                              |
|  | Felidae                                                      |
|  |                                                              |

|  | †Barbourofelidae |
|  |                  |
|  | Felidae          |
|  |                  |

|  | †Lophocyonidae |
|  |                |
|  | Hyaenidae      |
|  |                |
|  | †Percrocutidae |
|  |                |

|  | Herpestidae |
|  |             |
|  | Eupleridae  |
|  |             |

|  | †Lophocyonidae |
|  |                |
|  | Hyaenidae      |
|  |                |
|  | †Percrocutidae |
|  |                |

|  | Herpestidae |
|  |             |
|  | Eupleridae  |
|  |             |

|  | †Lophocyonidae |
|  |                |
|  | Hyaenidae      |
|  |                |
|  | †Percrocutidae |
|  |                |

|  | Herpestidae |
|  |             |
|  | Eupleridae  |
|  |             |

|  | †Lophocyonidae |
|  |                |
|  | Hyaenidae      |
|  |                |
|  | †Percrocutidae |
|  |                |

|  | Herpestidae |
|  |             |
|  | Eupleridae  |
|  |             |

|  | Prionodontidae                                               |
|  |                                                              |
|  | \| \| †Barbourofelidae \| \| \| \| \| \| Felidae \| \| \| \| |
|  |                                                              |
|  | †Barbourofelidae                                             |
|  |                                                              |
|  | Felidae                                                      |
|  |                                                              |

|  | †Barbourofelidae |
|  |                  |
|  | Felidae          |
|  |                  |

|  | †Lophocyonidae |
|  |                |
|  | Hyaenidae      |
|  |                |
|  | †Percrocutidae |
|  |                |

|  | Herpestidae |
|  |             |
|  | Eupleridae  |
|  |             |

|  | †Lophocyonidae |
|  |                |
|  | Hyaenidae      |
|  |                |
|  | †Percrocutidae |
|  |                |

|  | Herpestidae |
|  |             |
|  | Eupleridae  |
|  |             |

|  | †Lophocyonidae |
|  |                |
|  | Hyaenidae      |
|  |                |
|  | †Percrocutidae |
|  |                |

|  | Herpestidae |
|  |             |
|  | Eupleridae  |
|  |             |

|  | †Lophocyonidae |
|  |                |
|  | Hyaenidae      |
|  |                |
|  | †Percrocutidae |
|  |                |

|  | Herpestidae |
|  |             |
|  | Eupleridae  |
|  |             |

|  | Prionodontidae                                               |
|  |                                                              |
|  | \| \| †Barbourofelidae \| \| \| \| \| \| Felidae \| \| \| \| |
|  |                                                              |
|  | †Barbourofelidae                                             |
|  |                                                              |
|  | Felidae                                                      |
|  |                                                              |

|  | †Barbourofelidae |
|  |                  |
|  | Felidae          |
|  |                  |

|  | †Lophocyonidae |
|  |                |
|  | Hyaenidae      |
|  |                |
|  | †Percrocutidae |
|  |                |

|  | Herpestidae |
|  |             |
|  | Eupleridae  |
|  |             |

|  | †Lophocyonidae |
|  |                |
|  | Hyaenidae      |
|  |                |
|  | †Percrocutidae |
|  |                |

|  | Herpestidae |
|  |             |
|  | Eupleridae  |
|  |             |

|  | †Lophocyonidae |
|  |                |
|  | Hyaenidae      |
|  |                |
|  | †Percrocutidae |
|  |                |

|  | Herpestidae |
|  |             |
|  | Eupleridae  |
|  |             |

|  | †Lophocyonidae |
|  |                |
|  | Hyaenidae      |
|  |                |
|  | †Percrocutidae |
|  |                |

|  | Herpestidae |
|  |             |
|  | Eupleridae  |
|  |             |

|  | Prionodontidae                                               |
|  |                                                              |
|  | \| \| †Barbourofelidae \| \| \| \| \| \| Felidae \| \| \| \| |
|  |                                                              |
|  | †Barbourofelidae                                             |
|  |                                                              |
|  | Felidae                                                      |
|  |                                                              |

|  | †Barbourofelidae |
|  |                  |
|  | Felidae          |
|  |                  |

|  | †Lophocyonidae |
|  |                |
|  | Hyaenidae      |
|  |                |
|  | †Percrocutidae |
|  |                |

|  | Herpestidae |
|  |             |
|  | Eupleridae  |
|  |             |

|  | †Lophocyonidae |
|  |                |
|  | Hyaenidae      |
|  |                |
|  | †Percrocutidae |
|  |                |

|  | Herpestidae |
|  |             |
|  | Eupleridae  |
|  |             |

|  | †Lophocyonidae |
|  |                |
|  | Hyaenidae      |
|  |                |
|  | †Percrocutidae |
|  |                |

|  | Herpestidae |
|  |             |
|  | Eupleridae  |
|  |             |

|  | †Lophocyonidae |
|  |                |
|  | Hyaenidae      |
|  |                |
|  | †Percrocutidae |
|  |                |

|  | Herpestidae |
|  |             |
|  | Eupleridae  |
|  |             |

|  | Prionodontidae                                               |
|  |                                                              |
|  | \| \| †Barbourofelidae \| \| \| \| \| \| Felidae \| \| \| \| |
|  |                                                              |
|  | †Barbourofelidae                                             |
|  |                                                              |
|  | Felidae                                                      |
|  |                                                              |

|  | †Barbourofelidae |
|  |                  |
|  | Felidae          |
|  |                  |

|  | †Lophocyonidae |
|  |                |
|  | Hyaenidae      |
|  |                |
|  | †Percrocutidae |
|  |                |

|  | Herpestidae |
|  |             |
|  | Eupleridae  |
|  |             |

|  | †Lophocyonidae |
|  |                |
|  | Hyaenidae      |
|  |                |
|  | †Percrocutidae |
|  |                |

|  | Herpestidae |
|  |             |
|  | Eupleridae  |
|  |             |

|  | †Lophocyonidae |
|  |                |
|  | Hyaenidae      |
|  |                |
|  | †Percrocutidae |
|  |                |

|  | Herpestidae |
|  |             |
|  | Eupleridae  |
|  |             |

|  | †Lophocyonidae |
|  |                |
|  | Hyaenidae      |
|  |                |
|  | †Percrocutidae |
|  |                |

|  | Herpestidae |
|  |             |
|  | Eupleridae  |
|  |             |

|  | Prionodontidae                                               |
|  |                                                              |
|  | \| \| †Barbourofelidae \| \| \| \| \| \| Felidae \| \| \| \| |
|  |                                                              |
|  | †Barbourofelidae                                             |
|  |                                                              |
|  | Felidae                                                      |
|  |                                                              |

|  | †Barbourofelidae |
|  |                  |
|  | Felidae          |
|  |                  |